# Pilton (Somerset)
Pilton è un villaggio nel Somerset, in Inghilterra, situato sulla strada A361 nel distretto di Mendip, 5 km a sud-ovest di Shepton Mallet e 10 km a est di Glastonbury. Ha una popolazione di circa 1.030 persone (2002).
Pilton dista dal mare 32 km ed è situato sul bordo del Sommerse Levels, un'area paludosa ora bonificata ma che un tempo era un lago poco profondo creato dalle maree. Al tempo degli anglosassoni Pilton, poi conosciuto come Pooltown (“Città-piscina”) era un porto e, rispettando la leggenda, è il luogo dove Giuseppe di Arimatea sbarcò in Britannia nel primo secolo.
Pilton è famoso perché vi si tiene il Glastonbury Festival, che è gestito dal lattaio Michael Eavis.